# Kofiau-szigeti lesőmadár
A kofiau-szigeti lesőmadár (Tanysiptera ellioti) a madarak osztályának szalakótaalakúak (Coraciiformes) rendjébe, ezen belül a  jégmadárfélék (Alcedinidae) családjába tartozó faj.

## Rendszerezése
A fajt Richard Bowdler Sharpe angol ornitológus írta le 1870-ben.

## Előfordulása
Délkelet-Ázsiában, Indonéziához tartozó Kofiau szigetén honos. A természetes élőhelye szubtrópusi és trópusi síkvidéki esőerdők. Állandó nem vonuló faj.

## Megjelenése
Testhossza 33-34 centiméter, hosszú farkával együtt.